# L'Arrivée d'une diligence dans la cour des Messageries
L'Arrivée d'une diligence dans la cour des Messageries est un tableau réalisé en 1803 par le peintre français Louis-Léopold Boilly. De format horizontal, cette huile sur bois est une scène de genre qui représente des retrouvailles à l'occasion de l'arrivée d'une diligence dans la cour de l'hôtel des Messageries, rue Notre-Dame-des-Victoires, à Paris. Se déroulant sous le Consulat, la scène comprend un couple qui échange un baiser, à peu près au centre de cette composition qui compte de nombreuses figures. Il s'agit d'un autoportrait de l'artiste en compagnie de son épouse.
Distinguée au Salon de peinture et de sculpture en 1804, l'œuvre est conservée au musée du Louvre depuis son achat lors d'une vente publique en 1845. Une copie fait partie des collections du musée de La Poste.